# キャディ (UMA)

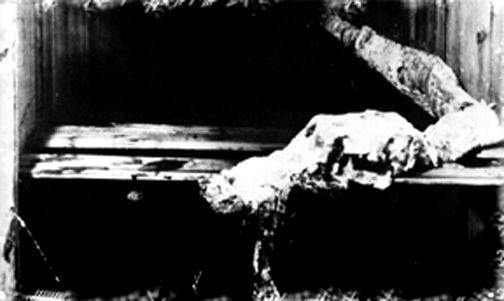
キャディの死骸とされている写真。1947年。バンクーバー島

キャディ（Caddy）は、UMAの一種。現在も北太平洋に棲息していると言われている。

## 特徴
- 別称：キャドボロサウルス[2]。
- 命名の由来：バンクーバー島南端にあるキャドボロ湾にちなんで名付けられた[2]。
- 棲息エリア：カナダバンクーバー島の沖合[2]。
- 体長:成体9-15m（推定）[2]。幼生40cm（推定）[3]。1984年には60mのキャディも目撃されている。
- 目撃情報の数：1905年に始まり[2]、160件を超えている[1]。
- 外見：古代ギリシャのヒッポカムポスに酷似した姿で、鹿、ラクダ、馬等に似た頭部と[2]、細長い胴体、背中にコブあるいはコイル状の突起がある。尾びれは2つに分かれている[1]。
- 性格：臆病で時速40kmで逃げる[2]。

## 解説
1992年12月に、アメリカ動物学研究会で、海洋生物学者ポール・レブロンドと動物学者エド・バウスフィールドらがキャディに関する論文を発表した。それによれば、カナダに繁殖地があるとされているキャディは、現在も棲息していると書かれている。
また、1968年にキャディの幼生らしき捕獲報告もされている。

## 失われた死骸
1937年7月に、クイーンシャーロット諸島でメス鯨の解体中に腹部からキャディらしき死骸が出てきた。体の半分はすでに消化されていたが、キャディの特徴と一致していたのでキャディの死骸と推測する学者が多い。記録によれば死骸はその後、シカゴの博物館に船便輸送されたと書かれているが、その行方は不明となっている。
死骸のスケッチの「二股に分かれた尾」はアザラシのような鰭状の後足であったとする解釈がある。
また、尾の特徴や背部の鱗状の構造や体の大きさ、そして地域から、シロチョウザメ（Acipenser transmontanus）との類似性があり、シロチョウザメだった可能性があるが、死骸が現存しないため決定的にいうことができない。